# Patsy Montana
Patsy Montana, pseudonimo di Ruby Rose Blevins (Hot Springs, 30 ottobre 1908 – San Jacinto, 13 maggio 1996), è stata una cantante statunitense, icona della musica country e della cultura western.
Fu una delle prime donne ad affermarsi nel genere country, precedentemente di appannaggio maschile; il suo disco I Want To Be a Cowboy's Sweetheart, in particolare, fu un enorme successo, e viene spesso citato come primo brano di country femminile ad aver superato il milione di copie vendute (benché questo dato sia incerto). Questo brano contribuì anche a definire la sua immagine di "cowgirl", uno stereotipo che Montana interpretò per tutta la sua lunghissima carriera. Oltre ad avere inciso numerosi dischi, Montana è ricordata come popolare personaggio radiofonico e per un'intensa attività concertistica in America del Nord e in Europa. Questa carriera le ha valso numerosi riconoscimenti, tra cui l'inclusione, postuma, nella Country Music Hall of Fame. Il suo stile ha ispirato numerose artiste country successive, tra cui Rosalie Allen, Texas Ruby e Bonnie Lou.

## Biografia
Ruby Blevins nacque il 30 ottobre 1908 in una fattoria nei dintorni di Hot Springs, nella Contea di Garland, in Arkansas. Nel 1930 si trasferì a Los Angeles per cercare fortuna come cantante e musicista, e studiò violino alla University of West (oggi UCLA). In questo periodo iniziò a farsi chiamare "Rubye" anziché "Ruby". Nel 1931 vinse una gara per nuovi talenti con un'interpretazione di un brano di Jimmie Rodgers in cui esibiva il suo virtuosismo nel country yodel; ciò le valse un contratto per tenere un proprio show per la radio KMIC. Inizialmente nota al pubblico come "Rubye Blevins, The Yodeling Cowgirl from San Antone" ("la cowgirl dello yodel da San Antonio"), Blevins acquisì il suo nome d'arte definitivo in seguito alla partecipazione a un altro show della KMIC si unì alle "Montana Cowgirls", Ruth e Lorraine, per formare un trio. Fu il conduttore dello show, Stuart Hamblen, ad assegnarle lo pseudonimo di "Patsy Montana": il nome "Patsy", in particolare, fu scelto perché "Ruby" era troppo simile a "Ruth".
Negli anni trenta Montana tornò in Arkansas, cantando per le radio locali. Fu notata da Jimmie Davis, che la volle come musicista e cantante yodel per alcune sue incisioni con la American Record Corporation; la stessa ARC le fece anche incidere un proprio disco di debutto, I Love My Daddy Too / When the Flowers of Montana Were Blooming. Negli stessi anni conobbe i Prairie Ramblers, un complesso di archi del Kentucky di cui divenne la cantante, e fu ospite fissa della storica National Barn Dance, una delle prime trasmissioni radiofoniche a tema country. Nel 1935 Montana incise con i Prairie Ramblers I Want to Be a Cowboy's Sweetheart ("voglio essere l'innamorata di un cowboy", scritta da lei stessa), che ebbe un enorme successo di pubblico, forse superando il milione di copie vendute. Interpretando integralmente il ruolo iconico di cowgirl (con tanto di costume, cinturone e pistole), negli anni successivi Montana incise una serie di altri brani sulla falsariga del suo primo successo, con l'onnipresente "yodeling" e titoli come I Wanna Be a Western Cowgirl ("voglio essere una cowgirl del west"), Sweetheart of the Saddle ("l'innamorata della sella"), Rodeo Sweetheart ("l'innamorata del rodeo") e I Want to Be a Cowboy's Dream ("voglio essere il sogno di un cowboy").
Portò inoltre il ruolo di "ragazza del West" anche sul grande schermo, recitando in alcuni western fra cui Colorado Sunset. Diventata ormai una star della musica country, Montana mantenne questo ruolo per tutta la vita, dedicandosi a un'intensa attività che comprendeva registrazioni in studio, esibizioni dal vivo (negli Stati Uniti, in Canada e in Europa) e trasmissioni radiofoniche (incluso un suo programma sulla rete nazionale ABC, Wake Up and Smile).
Morì nel 1996 a San Jacinto (California), dove si era trasferita con la famiglia. Nello stesso anno, fu inserita nella Country Music Hall of Fame.